# Fredric Gustavsson
Fredric Gustavsson (ur. 7 marca 1991) – szwedzki siatkarz, grający na pozycji atakującego. Od sezonu 2020/2021 występuje w czeskiej Extralidze, w drużynie VK ČEZ Karlovarsko.

## Sukcesy klubowe
Mistrzostwo Szwecji:
- 2012, 2015
- 2014
- 2013

Puchar Szwecji:
- 2013

NEVZA:
- 2015

Mistrzostwo Belgii:
- 2019